# Abanyom
L'Abanyom és una llengua que es parla a l'estat de Cross River, al sud de Nigèria. Es parla completament a la LGA d'Ikom. La seva ciutat més destacada és Abangkang. Segons l'ethnologue el 1986 hi havia 12.5000 abanyoms. Els abanyoms són els membres del grup humà que parla l'abanyom.
L'abanyom és una llengua que forma part del subgrup de les llengües ekoides, que pertanyen al subgrup meridional de les llengües bantus. És una llengua tonal.

## Religió
El 92% dels abanyom-parlants segueix esglésies cristianes: el 60% són protestants, el 25% són catòlics i el 15% pertanyen a esglésies independents. El 8% restant segueixen religions africanes tradicionals.